# Степановка (Костанайская область)
Степановка (каз. Степанов) — село в Мендыкаринском районе Костанайской области Казахстана. Входит в состав Михайловского сельского округа. Находится примерно в 21 км к югу от районного центра, села Боровского. Код КАТО — 395655300.

## Население
В 1999 году население села составляло 1415 человек (680 мужчин и 735 женщин). По данным переписи 2009 года в селе проживало 1227 человек (602 мужчины и 625 женщин). По данным переписи 2021 года, в селе проживал 1101 человек (548 мужчин и 553 женщины).